# Сабаєвська сільська рада
Саба́євська сільська рада (рос. Сабаевский сельский совет) — муніципальне утворення у складі Буздяцького району Башкортостану, Росія. Адміністративний центр — село Сабаєво.

## Населення
Населення — 1123 особи (2019, 1390 у 2010, 1474 у 2002).

## Склад
До складу поселення входять такі населені пункти:
| Населений пункт       | Населення, осіб (2002) | Населення, осіб (2010) |
| --------------------- | ---------------------- | ---------------------- |
| Ідяшбаш, присілок     | 192                    | 154                    |
| Новий Шигай, присілок | 9                      | 6                      |
| Сабаєво, село         | 713                    | 732                    |
| Старий Шигай, село    | 184                    | 153                    |
| Тугаєво, село         | 321                    | 300                    |
| Хазіман, присілок     | 55                     | 45                     |